# Sub-C

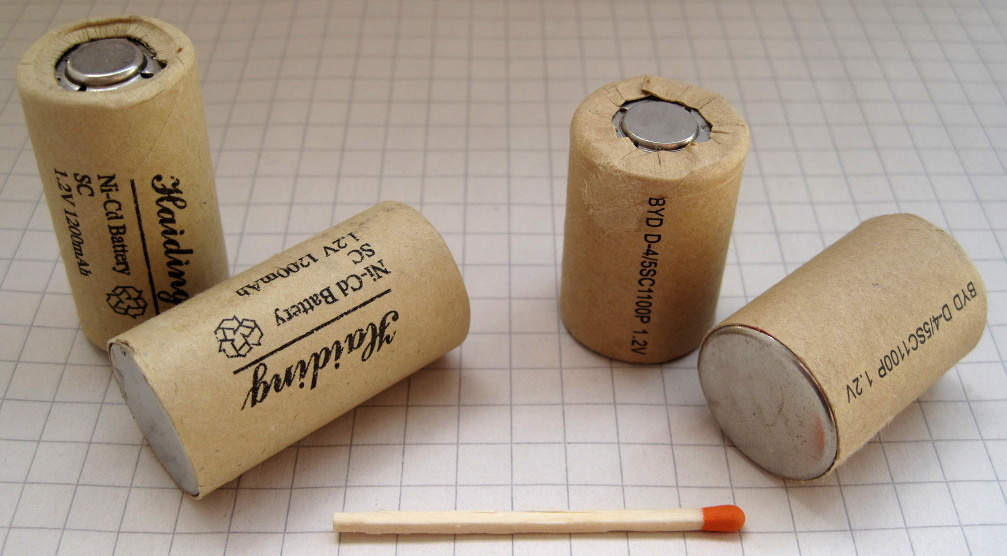
Links zwei Sub-C-Zellen, rechts zwei 4/5 Sub-C-Zellen

Sub-C ist eine Baugröße für Akkumulatoren. Eine Zelle vom Typ Sub-C ist Ø 23 x 43 mm groß und hat somit ein größeres Volumen als die längere AA-Zelle (Mignon), jedoch etwas weniger als eine C-Zelle (Baby).
Sub-C-Zellen werden selten einzeln in Geräte eingelegt. Meist findet die Baugröße Anwendung in Akkupacks, in elektrischen Werkzeugen wie Akkuschraubern oder elektrischen Haushaltsgeräten, wie z. B. Handstaubsaugern, selten auch in Taschenlampen, aber auch im RC-Modellbau. Zum Selbstkonfektionieren oder zum Austausch werden sie oft mit angeschweißten Lötfahnen verkauft.
Daneben gibt es noch die Bauform 4/5 Sub-C mit einer Länge von 34 mm.